# Contea di Yoakum
La contea di Yoakum in inglese Yoakum County è una contea dello Stato del Texas, negli Stati Uniti. La popolazione al censimento del 2010 era di 7 879 abitanti. Il capoluogo di contea è Plains. La contea è stata creata nel 1876 ed organizzata successivamente nel 1907. Il suo nome deriva da Henderson King Yoakum, uno storico texano.

## Geografia
| Anno | Popolazione | ±%       |
| ---- | ----------- | -------- |
| 1890 | 4           | Note:    |
| 1900 | 26          | 550.0%   |
| 1910 | 602         | 2,215.4% |
| 1920 | 504         | −16.3%   |
| 1930 | 1,263       | 150.6%   |
| 1940 | 5,354       | 323.9%   |
| 1950 | 4,339       | −19.0%   |
| 1960 | 8,032       | 85.1%    |
| 1970 | 7,344       | −8.6%    |
| 1980 | 8,299       | 13.0%    |
| 1990 | 8,786       | 5.9%     |
| 2000 | 7,322       | −16.7%   |
| 2010 | 7,879       | 7.6%     |

Secondo l'Ufficio del censimento degli Stati Uniti d'America la contea ha un'area totale di 800 miglia quadrate (2100 km²), costituiti per la quasi totalità dalla terraferma.

### Strade principali
- U.S. Highway 82
- U.S. Highway 380
- State Highway 83
- State Highway 214

### Contee adiacenti
- Cochran County (nord)
- Terry County (est)
- Gaines County (sud)
- Lea County (ovest)